# Esteve Salacruz
Esteve Salacruz o Esteve Salacrús was een benedictijner monnik en de 91ste president van de Generalitat de Catalunya in Catalonië. Hij werd op 3 maart 1632 als interim-president gekozen, na de plotse dood van Pere Antoni Serra. Het was een kort overgangsmandaat zonder merkwaardige gebeurtenissen want in juli werd García Gil Manrique bij de reguliere staten generaal al tot opvolger gekozen.
Van 1627 tot 1633 was hij abt van het benedictijnerklooster Sant Pere de Galligants in het bisdom Girona.